# Sent Remic
Sent Remic (en francès Saint-Rémy) és un municipi francès situat al departament de la Corresa i a la regió de la Nova Aquitània.

## Demografia
| 1962                                       | 1968 | 1975 | 1982 | 1990 | 1999 | 2007 |
| ------------------------------------------ | ---- | ---- | ---- | ---- | ---- | ---- |
| 517                                        | 302  | 244  | 232  | 221  | 227  | 236  |
| Des de 1962: població sense dobles comptes |      |      |      |      |      |      |

## Administració
| Període   | Identitat           | Partit |
| --------- | ------------------- | ------ |
| 1995-2001 | Raoul Feuillade     |        |
| 2001-2008 | Henri Dalloubeix    |        |
| 2008-     | Jean-Claude Roubeix |        |